# Digsby
Digsby is een gratis multi-protocol chatprogramma ontworpen door dotSyntax. Standaard worden Windows Live Messenger, Google Talk, ICQ, AIM, Yahoo Messenger en XMPP ondersteund binnen één Digsby-account. Vanuit Digsby kunnen deze contacten beheerd worden. E-mailnotificaties en meldingen van populaire sociale netwerken zoals Facebook, Myspace en Twitter worden ook ondersteund. Om van Digsby gebruik te kunnen maken is een account vereist. In 2012 werd bekend dat Digsby open-source zou worden en de ontwikkeling zou verhuizen naar GitHub.
In 2011 kocht het sociaal netwerk Tagged Digsby over. Anno 2018 bestaat Digsby niet meer.

## Contactlijst en chatten
Digsby geeft gebruikers de mogelijkheid om hun contactlijst en chatconversaties te personaliseren door deze aan te passen door middel van skins en alternatieve weergave-opties. Ook de keuze van allerhande meldingen kan worden aangepast. Oude chatconversaties worden indien gewenst opgeslagen in HTML-formaat op de harde schijf van de computer. Deze chatgeschiedenis kan gemakkelijk herbekeken worden vanuit de applicatie.
Chatten kan met gebruikers van alle ondersteunde protocollen vanuit één Digsby-account. Hiervoor is echter wel een account vereist bij elk van deze diensten waarvan de gebruiker het protocol wenst te gebruiken. Deze worden dan vervolgens gekoppeld aan het Digsby-account. Het chatten gebeurt via een tabbladen waarbij elke tab afzonderlijk losgekoppeld kan worden.

## Ondersteunde protocollen

### Chat
- MSNP (Windows Live Messenger)
- OSCAR (AIM, ICQ)
- XMPP (Jabber, Google Talk)
- YMSG (Yahoo! Messenger)

### Sociale netwerken
- Twitter
- Facebook
- MySpace
- LinkedIn
- Hyves